# 확장된 표현형
확장된 표현형(The Extended Phenotype)은 리처드 도킨스가 1982년에 쓴 책이자, 동명의 책에서 소개한 개념이다.

## 같이 보기
- 집단 선택
- 포괄적합도
- 친족 선택